# فرودگاه صحرایی ایالت اوی
فرودگاه صحرایی ایالت اوی (به انگلیسی: Avey Field State Airport) (به زبان بومی: Avey Field State/Laurier Airport) یک فرودگاه همگانی بهره‌برداری هوایی است که یک باند فرود شن دارد و طول باند آن ۶۰۲ متر است. این فرودگاه در کشور ایالات متحده آمریکا قرار دارد و در ارتفاع ۵۰۴ متری از سطح دریا واقع شده‌است.